# (178156) Borbála
(178156) Borbála, désignation internationale (178156) Borbala, est un astéroïde de la ceinture principale.

## Description
(178156) Borbala est un astéroïde de la ceinture principale. Il fut découvert le 17 octobre 2006 à Piszkesteto par Krisztián Sárneczky et Zoltán Kuli. Il présente une orbite caractérisée par un demi-grand axe de 2,63 UA, une excentricité de 0,07 et une inclinaison de 14,2° par rapport à l'écliptique.

## Compléments